# Cayuga (New York)
Cayuga è un villaggio (village) degli Stati Uniti d'America della contea di Cayuga nello Stato di New York. La popolazione era di 549 abitanti al censimento del 2010. Il villaggio prende il nome dalla tribù dei Cayuga e dal lago che prende il nome da loro.
Il villaggio di Cayuga si trova nella parte occidentale del comune di Aurelius.

## Geografia fisica
Secondo lo United States Census Bureau, ha un'area totale di 1,4 mi² (3,63 km²).
Cayuga si trova sulla sponda orientale dell'estremità nord del lago Cayuga.
La New York State Route 90 è un'autostrada nord-sud che attraversa il villaggio.

## Storia
La spedizione Sullivan del 1779 attraversò la cittadina. Il villaggio fu incorporato nel 1857 e reincorporato nel 1874.

## Società

### Evoluzione demografica
Secondo il censimento del 2010, la popolazione era di 549 abitanti.

### Etnie e minoranze straniere
Secondo il censimento del 2010, la composizione etnica del villaggio era formata dal 97,1% di bianchi, lo 0,9% di afroamericani, lo 0,2% di nativi americani, lo 0,2% di asiatici, lo 0,0% di oceanici, lo 0,0% di altre razze, e l'1,6% di due o più etnie. Ispanici o latinos di qualunque razza erano lo 0,2% della popolazione.